# TimeTracker NX
TimeTracker NXとは、株式会社デンソークリエイトが提供する工数管理・プロジェクト管理ツールである。
パッケージ版（オンプレ）だけでなく、クラウドサービスも提供されている。

## 概要
工数を見える化することにより、現場の課題や問題点を明らかにし、改善につなげていくことをコンセプトとした工数管理・プロジェクト管理ツール。
現場で「本当に使える」ようにするため、使い勝手に徹底的にこだわっている。
2007年に発売以来、業種や部門を問わず幅広く利用されており、これまでに80,000ユーザーを超える導入実績があるなど、長期にわたり継続的に活用されている。（2021年3月時点）

## 機能[4]

### 工数管理
ツリーから担当タスクをドラッグ＆ドロップするだけで工数入力ができる。
よく使用するタスクをショートカットとして登録できたり、OutlookやNotes、Googleカレンダーから予定をインポートできたりするため、入力支援の機能も充実している。
入力した工数は自動集計、リアルタイムでグラフ化されるため、容易に振り返りが可能である。

### プロジェクト管理
手書き感覚で直観的にスケジューリングできる工夫がされている。
スケジュールはガントチャートで視覚的に管理でき、期間の設定はマウスでドラッグするだけの簡単操作で計画を作ることができる。
ステータスを定義した具体的な進捗管理やアイテム間のリンク機能など、現場の工夫が詰まっている。
また、蓄積した工数データを活用することで、見積もりの根拠となる精度の高いコスト管理も可能である。

### Excel連携
Excelとワンクリックで双方向に連携することができる。
Excelで作成した計画（WBS）をコピーし、TimeTracker NX にペーストするだけで、TimeTracker NX でのプロジェクト管理に簡単に移行が可能である。
現場で培ってきたやり方や工夫が詰まった帳票を有効に活用できる。

### 分析・レポート
複数プロジェクトのガントチャートを並べて表示できるため、プロジェクト横断で手軽に確認できる。
ドラッグ＆ドロップによる簡単操作で、例えば組織別の月次工数やプロジェクト別のメンバーの工数投入量などを可視化できる「ピボット分析」など、
簡単な操作でリアルタイムに仕事ぶりを分析し、改善につなげられる分析機能が搭載されている。

## エディション[4]
TimeTracker NXには、Standard EditionとProfessional Editionの２つのエディションが提供されている。
エディションは後から変更することも可能である。

### Standard Edition
プロジェクト管理のための基本機能を搭載。
工数の現状把握や改善を始めてみたい人向け。

### Professional Edition
工数管理に加えて、本格的なプロジェクト管理と分析が可能。
タスクを段階的に詳細化できる機能（Flexible-WBS）やExcel連携機能も有している。

また、体験版（サーバーPCの準備不要ですぐに始められる）や評価版（各自でサーバーPCを用意し、機能を使い込む）を無料で利用することができる。